# 4554 Фанінка
4554 Фанінка  (4554 Fanynka) — астероїд головного поясу, відкритий 28 жовтня 1986 року.
Тіссеранів параметр щодо Юпітера — 3,167.